# Marina Semiónova
Marina Semiónova (rus: Марина Тимофеевна Семёнова)  (Sant Petersburg, 30 de maig de 1908 (Julià) - Moscou, 9 de juny de 2010) va ser una ballarina soviètica, la primera prima ballerina formada en aquest país.
Formada amb Agripina Vagànova a l'Escola de Ballet de Petrograd (actual Ballet Kirov), va esdevenir solista després de graduar-se el 1925. L'any 1930 ingressà al Ballet del Bolsoj, on debutà amb La Bayadère de M. Petipa. Va obtenir un gran èxit entre d'altres en el paper de Giselle amb Sergej Lifar a l'Opéra de París i va ser considerada una de les millors representants del ballet rus del segle xx, amb un estil enèrgic i majestuós que va ser considerat trencador.
El 1941 va rebre el Premi Stalin i el 1975 va ser nomenada Artista del Poble de l'URSS.
Va retirar-se el 1952 i es va dedicar a l'ensenyament en el mateix Bolxoi, on va tenir alumnes com Natàlia Bessmértnova, Svetlana Adyrkhaeva, Maia Plissétskaia.
Va estar casada amb el diplomàtic Lev Karajan, un "vell bolxevic" que va ser purgat el 1937.